# 滇南杭子梢
滇南杭子梢（学名：Campylotropis rockii）为豆科杭子梢属下的一个种。

## 扩展阅读
- 維基物種上的相關：滇南杭子梢